# Navalvillar de Pela
Navalvillar de Pela település Spanyolországban, Badajoz tartományban. Navalvillar de Pela Acedera, Madrigalejo, Logrosán, Puebla de Alcocer, Esparragosa de Lares, Orellana de la Sierra és Orellana la Vieja községekkel határos. Lakosainak száma 4345 fő (2024).

## Népesség
A település népessége az utóbbi években az alábbiak szerint változott:
| Lakosok száma | 4917 | 4767 | 4770 | 4787 | 4833 | 4714 | 4604 | 4424 | 4392 | 4345 |
|               | 2001 | 2004 | 2006 | 2009 | 2011 | 2014 | 2016 | 2019 | 2021 | 2024 |